# Luigi Luca Cavalli-Sforza
Luigi Luca Cavalli-Sforza (Gênova, 25 de janeiro de 1922 – Belluno, 31 de agosto de 2018) foi um geneticista de populações italiano.
Foi professor do Departamento de Genética da Escola de Medicina da Universidade de Stanford desde 1970 e emérito, membro da Pontifícia Academia das Ciências desde 1994, e da Academia Francesa de Ciências. Em 1999 recebeu o Prêmio Balzan para a ciência das origens do homem.
É considerado um dos maiores peritos em genética de populações do mundo. Entre os seus sucessos está o traçar uma árvore genealógica da espécie humana e relacioná-la com a evolução das diferentes línguas. Relacionou a sua pesquisa sobre a história e a geografia dos genes humanos com a demografia, a arqueologia e a linguística.
Considerado um dos mais importantes geneticistas do século XX, resumiu o seu trabalho, em linguagem para leigos, em cinco tópicos do seu livro "Genes, povos e línguas", no qual reconstrói as antigas migrações a partir de evidências genéticas e culturais.
Em 2012, para comemorar seu aniversário de noventa anos, a cidade de Milão (onde residiu depois de uma vida viajando pelo mundo), juntamente com instituições de museus, empresas e fundações culturais, organizou uma exposição fotográfica sobre a sua vida e os seus estudos, no Museo Civico di Storia Naturale di Milano.

## Prêmios
- 1978 - Prêmio Memorial Weldon[4]
- 1987 - William Allan Award
- 1989 - Tornou-se membro da Guggenheim Fellowship
- 1993 - Prêmio Internacional Catalunha
- 1993 - International Prize by Fyssen Foundation
- 1997 - Premio Nonino
- 1999 - Prêmio Balzan pela ciência das origens humanas.
- 2002 - Prêmio Kistler
- 2005 - Com o livro "L'evoluzione della cultura" ganhou o Premio letterario Merck Serono, um prêmio dedicado a ensaios e romances, publicados em italiano, que desenvolvem uma comparação e uma mistura de ciência e literatura, com o objetivo de estimular o interesse pela cultura científica, tornando-a acessível mesmo aos menos experientes.
- 2010 - ganhou a primeira edição do Premio Ghislieri pelos importantes resultados obtidos no campo da biomedicina.
- Foi membro nacional da Accademia Nazionale dei Lincei para a aula de Ciências Físicas, membro ordinário da Pontifícia Academia das Ciências[5], e sócio honorário da Società italiana di biologia evoluzionistica.

### Honrarias
- 1986 - Título de Doutor Honoris causa em Ciências naturais concedido pela Università della Calabria[6]
- 2000 -  Cavaleiro da grã-cruz de Ordem do Mérito da República Italiana[7]

## Obras
- CAVALLI-SFORZA, Luigi Luca (2003). Genes, Povos e Línguas. Companhia das Letras. [S.l.: s.n.] ISBN 8535903240
- CAVALLI-SFORZA, Luigi Luca; Bodmer, Walter F. (1981). Genética de las poblaciones humanas. Ediciones Omega. [S.l.: s.n.] ISBN 978-84-282-0660-0
- CAVALLI-SFORZA, Francesco; Cavalli-Sforza, Luigi Luca (1998). La ciencia de la felicidad. Grijalbo. [S.l.: s.n.] ISBN 978-84-253-3249-4
- CAVALLI-SFORZA, Luigi Luca (2007). La evolución de la cultura. Editorial Anagrama. [S.l.: s.n.] ISBN 978-84-339-6253-9
- CAVALLI-SFORZA, Luigi Luca; Cavalli-Sforza, Francesco (1999). ¿Quiénes somos?: historia de la diversidad humana. Editorial Crítica. [S.l.: s.n.] ISBN 978-84-7423-981-2
- "La transizione neolitica e la genetica di popolazione in Europa" 1986, com A.J. Ammerman, Bornighieri
- "The History and Geography of Human Genes" 1993, com Alberto Piazza e Paolo Menozzi, Adelphi
- Il caso e la necessità, Di Renzo Editore, 2007